# Angélica (presentadora)
Angélica Ksyvickis (nacida el 30 de noviembre de 1973 en Santo André, São Paulo, Brasil) es una modelo, presentadora de televisión, cantante y actriz brasileña.